# UNECE R 155
UNECE R 155《網路安全及網路安全系統》（Cyber security and cyber security management system）是聯合國歐洲經濟委員會（UNECE）的世界車輛法規協調論壇（WP.29）發佈的法規，列出有關汽車網路安全（Automotive Cybersecurity）的需求，以減少網路攻擊的風險，並且要求建立網路安全管理系統（cyber security management system），此法案是在2020年6月24日發佈。

## R 155的內容
R 155要求汽車的製造商需建立網路安全管理系統（CSMS），並且確保此系統可以通過車輛型式審查。
在網路安全管理系統中有定義汽車開發的流程，可以系統化的處理和評估網路攻擊的風險。
法規中只要求汽車零件供應商要通過R 155。製造商需證明有能力控管供應商的風險，因此就和其他產品責任風險的管理類似，製造商也會要求供應商導入網路安全管理系統。在ISO/SAE 21434中，也有透過網路安全協議（著重網路安全的服務介面協議）來進行要求。

### 網路安全管理系統
網路安全管理系統（CSMS）有以下的特點：
- 風險管理：需由製造商導入有關網路威脅風險識別、評估以及減緩的流程[3]。
- 流程必須包括汽車開發、汽車生產，以及使用者實際駕駛的階段[4]。
- 針對在運行的車輛，必須針對已知的攻擊進行監控，並且更新軟體，以確保汽車的安全。
- 需由獨立機構[5]進行評估，以證明供應商的網路安全管理系統符合R 155的要求。有能力執行此一任務。認證效期3年[6]。這也是汽車製造商生產車型通過型式審查前的必要條件。

一般認為網路安全管理系統可以偵測到新的網路威脅，並且發展防範的對策。R 155設定了要做什麼以及如何檢查的準則，但R 155不會強制網路安全管理系統的設計方式，也沒有明確說明可以避免哪些網路威脅，以及如何避免網路威脅的方案。

### 以風險分析為主
附錄5以風險分析的角度，列出了許多攻擊方式以及攻擊標的。R 155沒有強制要依附錄5進行分析，不過一般在認證的評估時，也會假設已針對這些攻擊方式進行處理。
附錄5有提到：
- 汽車和周遭設備的無線通訊，例如，在製造時和更新伺服器的通訊，需考慮的是對車聯網通訊或是keyless go（英语：keyless go）功能的危害。
- 韌體更新流程的安全性，以避免更新到植入惡意程式的韌體。
- 避免車上人員的介入，（車上人員的介入會讓攻擊者可以用欺騙的方式採取行為，例如在PC上用郵件钓鱼式攻击）。
- 程式和資料的安全防護，避免資料更改或是外流。
- 透過不適當的加密方式進行的保護，或是一些加密方式在開發時是適當的，但隨著科技的演進而失去保護效果（例如過短的密鑰）。

章節B說明攻擊的手法以及防範的方式，章節C說明對於內部人士攻擊的防護，以及從製造商後端伺服器攻擊的防護。

### ISO/SAE 21434的角色
ISO/SAE 21434是在實現UNECE R 155時的指南，也是車輛產業中的標準。VDA有發行Automotive Cyber Security Management System Audit，讓汽車產業可以準備網路安全的評估。

## 範圍
依照UNECE R 155，需在以下分類的車輛上實施網路安全管理系統：
- M類: 四輪以上的轎車。
- N類：四輪以上的货车。
- O類：至少有一個电子控制器的拖车。

也包括含有自動駕駛功能的車輛。

## 相關問題
R 155法規的附錄5中有舉出許多需要檢查的攻擊，但沒有說明製造商的對策要進行到什麼程度才算是足夠。附錄5的範例包括有關車輛本身的攻擊（ISO/SAE 21434標準包括的內容），以及有關後台伺服器的攻擊（是ISO/IEC 27001標準包括的內容）。
R 155有定義需為運行中車輛提供軟體更新的期間，這個期間的範圍很廣。R 155要求在產品生命週期的所有階段都要可以提供安全更新，其最後一個階段「量產後階段」（post-production phase）要到此型式的車已沒有在道路上運行時才能結束。依照標準的定義，每一部此一型式的車都會延長其產品生命週期的最後一個階段。一般車輛的開發階段約二至三年，商用車的量產階段最多七年，之後的平均維護時間約有十年。以汽車產業的觀點來看，會有一個問題：在開發階段實施安全更新的軟體環境，在停止生產後的某個時間點，會因為軟體整合環境、作業系統或硬體廠商的授權機制結束而無法運作。
另一方面，隨著新的加密演算法需要更多的運算時間及記憶體，微處理器的性能及記憶體已不符需求，也需進行更換。這特別容易發生在時序要求嚴格的電子控制器，例如引擎控制、剎車及轉向。
已在2020年6月24日通過的UNECE R 156《軟體更新及軟體更新管理系統》，若軟體更新的功能是和型式審查（例如廢氣、剎車）有關的，在發佈之前需先檢查，並且需要經過核可。以攻擊者的觀點來看，這是很吸引人的目標，目前還不清楚上述的規定，是否會影響從安全漏洞發現，到最早發佈安全更新的時間。

## 文獻
- UN Regulation No. 155 - Cyber security and cyber security management system （页面存档备份，存于）
- Automotive Cyber Security Managementsystem-Audit （页面存档备份，存于） VDA, QMC, 2020-12-01